# Sonetos (livro)
Sonetos é um livreto de poesia escrito por José Oiticica em 1911, que mais tarde, em 1915 seria incluído por seu autor em seu livro Ode ao Sol.